# Jeroen Bleekemolen
Jeroen Pascal Bleekemolen (* 23. Oktober 1981 in Heemstede) ist ein niederländischer Automobilrennfahrer und der Sohn des ehemaligen Formel-1-Piloten Michael Bleekemolen sowie Bruder von Sebastiaan Bleekemolen.

## Karriere

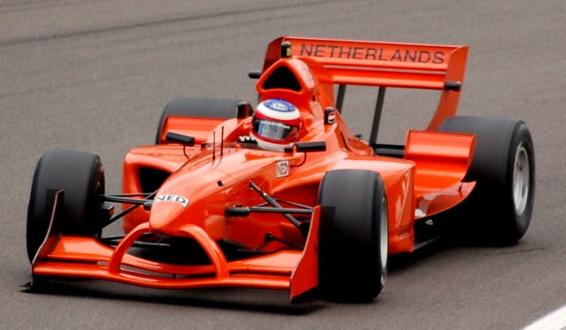
Bleekemolen im A1GP-Auto der Niederlande auf seiner Heimstrecke, dem Circuit Park Zandvoort.

Bleekemolen begann seine Motorsportlaufbahn im Kartsport und wurde 1995 jeweils Zweiter in der 80-cm³- und der 60-cm³-Klasse der Niederländischen Junioren-Kart-Meisterschaft. 1996 belegte er den vierten Platz in der Junioren-Kart-Weltmeisterschaft und den dritten Platz in der Niederländischen Kart-Meisterschaft.
1998 wechselte er in den Formelsport und wurde sowohl Gesamtsieger der Formel-Ford-Zetec-Benelux-Meisterschaft als auch der Niederländischen Formel-Ford-Zetec-Meisterschaft. 1999 fuhr er in der britischen Formel Palmer Audi und schloss die Saison auf dem neunten Gesamtrang ab. 2000 startete er für Van Amersfoort Racing in der Deutschen Formel-3-Meisterschaft, konnte aber lediglich durch eine Pole-Position sowie einen siebten Platz beim nicht zur Meisterschaft zählenden Zandvoort-Formel-3-Masters auf sich aufmerksam machen.
2001 bestritt er auf einer Chrysler Viper GTS-R die FIA-GT-Meisterschaft und konnte zwei Siege sowie den dritten Platz im Endklassement erreichen, außerdem wurde er Meister des niederländischen Renault Clio Cups. 2002 belegte er mit einem Renault Clio den zweiten Platz in der Niederländischen Tourenwagen-Meisterschaft.
2003 bekam er ein Stammcockpit bei Opel in der DTM und schloss sein Rookie-Jahr mit zwei Punkten auf Platz 13 ab. 2004 belegte er, ebenfalls für Opel antretend, punktelos den 17. Platz. Nachdem er im Jahr 2005 die niederländische BRL-V6-Serie gewinnen konnte, sprang Bleekemolen 2006 an zwei Rennwochenenden für Audi-Pilot Olivier Tielemans beim DTM-Team Futurecom TME ein, wurde schließlich jedoch durch Nicolas Kiesa ersetzt. Außerdem trat er erstmals beim 24-Stunden-Rennen von Le Mans an.
2006/2007 fuhr er in der Monoposto-Serie A1GP für das Team der Niederlande und ermöglichte ihm durch konstante Leistungen sowie einen Sprintrennsieg in Peking Gesamtrang fünf, nachdem er schon in der vorherigen Saison als Ersatzfahrer bei jedem Rennwochenende vor Ort gewesen war. 2007 feierte er mit drei Laufsiegen ein fulminantes Comeback im Porsche Supercup, in dem er bereits zuvor mehrmals sporadisch angetreten war, belegte aber „lediglich“ Rang acht in der Endabrechnung, was der Tatsache geschuldet war, dass er die ersten Rennen als Gastfahrer bestritten hatte. Im Winter 2007/2008 ging Bleekemolen wieder in der A1GP-Serie an den Start und führte sein Team als alleiniger Fahrer mit zwei Podestplätzen zu Platz sieben in der Meisterschaft.
2008 gewann er mit drei Rennerfolgen den als „schnellsten Markenpokal der Welt“ bezeichneten Porsche Supercup. Zudem entschied er bei den 24 Stunden von Le Mans auf einem Porsche RS Spyder zusammen mit Peter van Merksteijn und Jos Verstappen die Wertung der LMP2-Klasse für sich. Auch 2008/2009 fuhr Bleekemolen erneut einige Rennen für das niederländische A1GP-Team und gewann dabei das Sprintrennen in Kyalami, womit er einen großen Beitrag zum vierten Gesamtrang leistete. 2009 konnte er mit fünf Siegen und insgesamt 13 Podiumspositionen souverän seinen Porsche-Supercup-Titel verteidigen. Außerdem wurde er im Porsche Carrera Cup Deutschland im selben Jahr mit vier ersten Plätzen Vizemeister.
2010 konzentrierte sich Bleekemolen auf sein Engagement in der American Le Mans Series und kam daher im Porsche Supercup in diesem Jahr nur zu sieben Renneinsätzen, was Rang sieben zur Folge hatte. In der GTC-Wertung der amerikanischen Langstreckenrennserie behielt er hingegen die Oberhand und wurde zusammen mit dem US-Amerikaner Tim Pappas mit vier Klassensiegen Meister.
Mit einem Mercedes-Benz SLS AMG GT3 des Black-Falcon-Teams gewann er 2012 und 2013 das 24-Stunden-Rennen von Dubai und 2013 das 24-Stunden-Rennen auf dem Nürburgring und das 12-Stunden-Rennen von Abu Dhabi.
Jeroen Bleekemolen gilt als einer der vielbeschäftigsten und vielseitigsten Rennfahrer der Welt. Neben den Auftritten bei internationalen Meisterschaften nimmt er auch regelmäßig an niederländischen Serien wie der Winter Endurance Kampioenschap (= Winter-Langstreckenmeisterschaft), der Dutch GT4 Championship oder der eigentlich als Einsteigerserie gedachten Formel Ford teil.

## Statistik

### Le-Mans-Ergebnisse
| Jahr | Team                      | Fahrzeug                   | Teamkollege     | Teamkollege          | Platzierung             | Ausfallgrund    |
| ---- | ------------------------- | -------------------------- | --------------- | -------------------- | ----------------------- | --------------- |
| 2006 | Spyker Squadron b.v.      | Spyker C8 Spyder GT2-R     | Mike Hezemans   | Jonny Kane           | Ausfall                 | Motorschaden    |
| 2007 | Racing for Holland b.v.   | Dome S101b                 | Jan Lammers     | David Hart           | Rang 25                 |                 |
| 2008 | van Merksteijn Motorsport | Porsche RS Spyder Evo      | Jos Verstappen  | Peter van Merkstejin | Rang 10 und Klassensieg |                 |
| 2009 | Snoras Spyker Squadron    | Spyker C8 Laviolette GT2-R | Tom Coronel     | Jaroslav Janiš       | Rang 25                 |                 |
| 2010 | Spyker Squadron           | Spyker C8 Laviolette GT2-R | Tom Coronel     | Peter Dumbreck       | Rang 27                 |                 |
| 2011 | Rebellion Racing          | Lola B10/60                | Neel Jani       | Nicolas Prost        | Rang 6                  |                 |
| 2012 | Rebellion Racing          | Lola B12/60                | Andrea Belicchi | Harold Primat        | Rang 11                 |                 |
| 2013 | Race Performance          | Oreca 03                   | Michel Frey     | Patric Niederhauser  | Rang 18                 |                 |
| 2014 | Prospeed Competition      | Porsche 997 GT3-RSR        | Cooper MacNeil  |                      | Rang 33                 |                 |
| 2015 | Riley Motorsports-TI Auto | Dodge Viper SRT GTS-R      | Ben Keating     | Marc Miller          | Ausfall                 | Getriebeschaden |
| 2016 | Murphy Prototypes         | Oreca 03R                  | Ben Keating     | Marc Goossens        | Rang 34                 |                 |
| 2017 | Keating Motorsport        | Riley Mk.XXX               | Ben Keating     | Ricky Taylor         | Rang 47                 |                 |
| 2018 | Keating Motorsports       | Ferrari 488 GTE            | Ben Keating     | Luca Stolz           | Rang 28                 |                 |
| 2019 | Keating Motorsports       | Ford GT                    | Ben Keating     | Felipe Fraga         | Disqualifiziert         |                 |
| 2020 | Team Project 1            | Porsche 911 RSR            | Ben Keating     | Felipe Fraga         | Rang 40                 |                 |
| 2021 | Rinaldi Racing            | Ferrari 488 GTE Evo        | Pierre Ehret    | Christian Hook       | Ausfall                 | Unfall          |

### Sebring-Ergebnisse
| Jahr | Team                               | Fahrzeug              | Teamkollege            | Teamkollege     | Platzierung             | Ausfallgrund |
| ---- | ---------------------------------- | --------------------- | ---------------------- | --------------- | ----------------------- | ------------ |
| 2006 | Spyker Squadron                    | Spyker C8 Spyder      | Mike Hezemans          |                 | Rang 17                 |              |
| 2011 | Rebellion Racing                   | Lola B10/60           | Neel Jani              | Nicolas Prost   | Rang 7                  |              |
| 2012 | Rebellion Racing                   | Lola B12/60           | Andrea Belicchi        | Harold Primat   | Rang 34                 |              |
| 2013 | Alex Job Racing                    | Porsche 997 GT3 Cup   | Cooper MacNeil         | Dion von Moltke | Rang 24 und Klassensieg |              |
| 2014 | Riley Motorsports                  | SRT Viper GT3-R       | Sebastiaan Bleekemolen | Ben Keating     | Ausfall                 | Unfall       |
| 2015 | Riley Motorsports                  | Dodge Viper SRT GT3-R | Sebastiaan Bleekemolen | Ben Keating     | Ausfall                 | Defekt       |
| 2016 | Riley Technologies                 | Dodge Viper GT3-R     | Marc Miller            | Ben Keating     | Rang 33                 |              |
| 2017 | Riley Motorsports Team AMG         | Mercedes-AMG GT3      | Mario Farnbacher       | Ben Keating     | Rang 16 und Klassensieg |              |
| 2018 | Riley Motorsports Team AMG         | Mercedes-AMG GT3      | Luca Stolz             | Ben Keating     | Rang 19                 |              |
| 2019 | Mercedes-AMG Team Riley Motorsport | Mercedes-AMG GT3      | Felipe Fraga           | Ben Keating     | Rang 23                 |              |
| 2021 | Riley Motorsports                  | Ligier JS P320        | Dylan Murry            | Jim Cox         | Rang 14                 |              |

### Einzelergebnisse in der FIA-Langstrecken-Weltmeisterschaft
| Saison  | Team                          | Rennwagen                              | 1   | 2   | 3   | 4   | 5   | 6   | 7   | 8   | 9   |
| ------- | ----------------------------- | -------------------------------------- | --- | --- | --- | --- | --- | --- | --- | --- | --- |
| 2012    | Rebellion Racing              | Lola B12/60                            | SEB | SPA | LEM | SIL | SAO | BAH | FUJ | SHA |     |
| 2012    | Rebellion Racing              | Lola B12/60                            | 34  |     | 11  |     |     |     |     |     |     |
| 2013    | Race Performance              | Oreca 03                               | SIL | SPA | LEM | SAO | AUS | FUJ | SHA | BAH |     |
| 2013    | Race Performance              | Oreca 03                               | 18  |     |     |     |     |     |     |     |     |
| 2014    | Prospeed Competition AF Corse | Porsche 997 GT3-RSR Ferrari 458 Italia | SIL | SPA | LEM | AUS | FUJ | SHA | BAH | SAO |     |
| 2014    | Prospeed Competition AF Corse | Porsche 997 GT3-RSR Ferrari 458 Italia |     |     | 33  |     | 22  |     |     |     |     |
| 2015    | Riley Motorsports             | Dodge Viper SRT GTS-R                  | SIL | SPA | LEM | NÜR | AUS | FUJ | SHA | BAH |     |
| 2015    | Riley Motorsports             | Dodge Viper SRT GTS-R                  | DNF |     |     |     |     |     |     |     |     |
| 2016    | Murphy Prototypes             | Oreca 03                               | SIL | SPA | LEM | NÜR | MEX | AUS | FUJ | SHA | BAH |
| 2016    | Murphy Prototypes             | Oreca 03                               | 34  |     |     |     |     |     |     |     |     |
| 2017    | Keating Motorsport            | Riley Mk.XXX                           | SIL | SPA | LEM | NÜR | MEX | AUS | FUJ | SHA | BAH |
| 2017    | Keating Motorsport            | Riley Mk.XXX                           | 47  |     |     |     |     |     |     |     |     |
| 2018/19 | Keating Motorsports           | Ferrari 488 GTE Ford GT                | SPA | LEM | SIL | FUJ | SHA | SEB | SPA | LEM |     |
| 2018/19 | Keating Motorsports           | Ferrari 488 GTE Ford GT                |     | 28  |     |     |     |     | DNF |     |     |
| 2019/20 | Team Project 1                | Porsche 911 RSR                        | SIL | FUJ | SHA | BAH | AUS | SPA | LEM | BAH |     |
| 2019/20 | Team Project 1                | Porsche 911 RSR                        | 27  | 21  | 20  | 18  | 30  | 20  | 40  | 18  |     |
| 2021    | Rinaldi Racing                | Ferrari 488 GTE                        | SPA | POR | MON | LEM | BAH | BAH |     |     |     |
| 2021    | Rinaldi Racing                | Ferrari 488 GTE                        |     |     | 31  | DNF |     |     |     |     |     |